# Argyrocottus
Argyrocottus is een monotypisch geslacht van straalvinnige vissen uit de familie van donderpadden (Cottidae).

## Soort
- Argyrocottus zanderi Herzenstein, 1892